# Los amantes (Magritte)
Los Amantes (en francés: Les Amants) es una pintura surrealista de René Magritte realizada en París, en el año 1928. Es la primera obra de una serie de cuatro variaciones. En ella se puede observar a dos personas besándose apasionadamente con las cabezas envueltas por unas telas blancas que ocultan sus identidades. La pareja que no puede tocarse a través de la tela, hace referencia a los amores imposibles, que han estado juntos y nunca volverán a estarlo. Actualmente se encuentra en el MoMA de Nueva York, en la colección de Richard S. Zeisler.

## Serie
La obra forma parte de una serie de cuatro pinturas similares, todas ellas pintadas por Magritte en el mismo año, en las que se incluyen Los amantes II, que se encuentra en la Galería Nacional de Australia, Los amantes III y Los Amantes IV. Estos cuadros se caracterizan por los paisajes siniestros y misteriosos y por la presencia de parejas con las cabezas tapadas por telas que llegan hasta los hombros. La mezcla de estos característicos elementos encajan con la afirmaciones que el artista dio en una conferencia en 1938, en la que comentó que, en las obras que realizó durante esta época, quiso dar al mundo real de los objetos un significado poético.

## Interpretaciones
Existen distintas visiones del significado de esta obra. Algunos expertos han interpretado que el cuadro, a través de los paños, muestra un terrible recuerdo del pintor. Cuando era adolescente, Magritte presenció cómo sacaban el cadáver de su madre del río Sambre, con la camisa mojada y enrollada alrededor de la cabeza, cubriéndole la cara. La aparición de personajes con el rostro cubierto por un velo es muy común en las obras del artista y los críticos lo han relacionado directamente con el trauma por el suicidio de su progenitora. Sin embargo, no existen pruebas que lo evidencien.
René Magritte también pudo haberlo pintado como una metáfora del deseo, del amor imposible, del amor prohibido o los amores pasados. Los amantes intentan estar unidos mediante el beso, pero no pueden sentirse porque hay un claro elemento que impide el contacto directo.
No obstante, a este reconocido pintor no le gustaban las interpretaciones que intentaban explicar el misterio de sus obras. Él mismo afirmaba que no era un pintor, sino un hombre que transmitía sus pensamientos a través de la pintura.

## Influencias posteriores
Los amantes ha servido de inspiración para muchas personas. David Delfín tomó como referencia esta obra para realizar una de sus colecciones más polémicas, en la que incluyó modelos con sogas en el cuello y capuchas cubriendo sus cabezas como si fueran burkas. Pedro Almodóvar también quiso hacerle un pequeño homenaje a Magritte en su película Los abrazos rotos. En ella aparece una escena en la que la protagonista, Penélope Cruz, se encuentra bajo las sábanas blancas de su cama besándose con su marido, creando una imagen bastante similar a la de la pintura.